# Il matto
Il matto è un film del 1980 diretto da Franco Giornelli.

## Trama
Luca è un cinquantenne, che vive nei boschi che si trovano nei dintorni dell'Umbria, a Norcia. Nessuno lo conosce e così viene chiamato "il matto", per la sua apparente scontrosità. Luca in realtà si nasconde nei boschi sin da giovane, perché un giorno, quando era di ritorno a casa, trovò tutta la famiglia sterminata dai tedeschi. Michele e Giulia sono due fratelli che, incuriositi da Luca, lo avvicinano e ne diventano amici.